# Miha Hrobat
Miha Hrobat, slovenski alpski smučar, * 3. februar 1995, Kranj.
Hrobat je član kluba ASK Triglav Kranj. Na svetovnem mladinskem prvenstvu leta 2015 v Hafjellu je osvojil naslov prvaka v superveleslalomu in bronasto medaljo v kombinaciji. 19. marca istega leta je debitiral v svetovnem pokalu z odstopom na superveleslalomu v Meribelu. Prvič se je uvrstil med dobitnike točk 12. januarja 2018 na kombinaciji v Wengnu z 28. mestom. 20. januarja 2023 se je prvič uvrstil v prvo deseterico s sedmim mestom na smuku na Streifu v Kitzbühlu. 6. decembra  2024 se je prvič uvrstil na stopničke s tretjim mestom na smuku v Beaver Creeku.
Nastopil je na olimpijskih igrah 2018 v Pjongčangu in 2022 v Pekingu, najboljšo posamično uvrstitev je dosegel leta 2022 s 24. mestom v smuku. Na svetovnih prvenstvih je prvič nastopil leta 2017 v St. Moritzu, ko je dosegel tudi svojo najboljšo uvrstitev s 14. mestom v smuku. V sezoni 2016/17 je postal slovenski državni prvak v veleslalomu.